# Meat Puppets
Meat Puppets je americká rocková skupina, která vznikla v lednu roku 1980. Původní sestava se skládala z bratrů Curta (kytara/zpěv) s Chrise Kirkwoodových (basová kytara) a Derricka Bostroma (bicí). Oba bratři hostovali na akustickém vystoupení Nirvany pro hudební stanici MTV. Záznam koncertu byl roku 1994 vydán pod názvem MTV Unplugged in New York. Nirvana si od Meat Puppets "vypůjčila" písně "Oh,Me", "Plateau" a "Lake Of Fire". V roce 1994 měla skupina spolu s Nirvanou vystupovat na Pražském výstavišti. Koncert byl bohužel z důvodu zdravotního stavu Kurta Cobaina zrušen.

## Diskografie
- Meat Puppets (1982)
- Meat Puppets II (1984)
- Up on the Sun (1985)
- Out My Way (1986)
- Mirage (1987)
- Huevos (1987)
- Monsters (1989)
- Forbidden Places (1991)
- Too High to Die (1994)
- No Joke! (1995)
- Golden Lies (2000)
- Rise to Your Knees (2007)
- Sewn Together (2009)
- Lollipop (2011)
- Rat Farm (2013)
- Dusty Notes (2019)